# Стивен, Лоренс
Лоренс Стивен (англ. Lawrence Stephen, ум. в марте 2006) — политический деятель и спортивный функционер государства Науру.
Стивен был депутатом парламента Науру в течение двух сроков в 1971—1977 и 1980—1986 годах.
На протяжении многих лет Стивен возглавлял олимпийский комитет Науру в качестве генерального секретаря в 1994—2006 годах. С 1984 года до своей смерти он был также президентом федерации тяжёлой атлетики Науру, а с 1996 года — первым вице-президентом федерации тяжёлой атлетики Океании.

## Семья
Сын Лоренса Стивена — Маркус Стивен известный спортсмен-тяжелоатлет, неоднократный чемпион игр Британского Содружества в декабре 2007 года был избран президентом Науру. Он находится в родстве с влиятельным в Науру семейством Кеке.